# Tour Fromage
La Tour Fromage, detta anche Torre Casei, è una delle torri di Aosta, in Valle d'Aosta.

## Storia

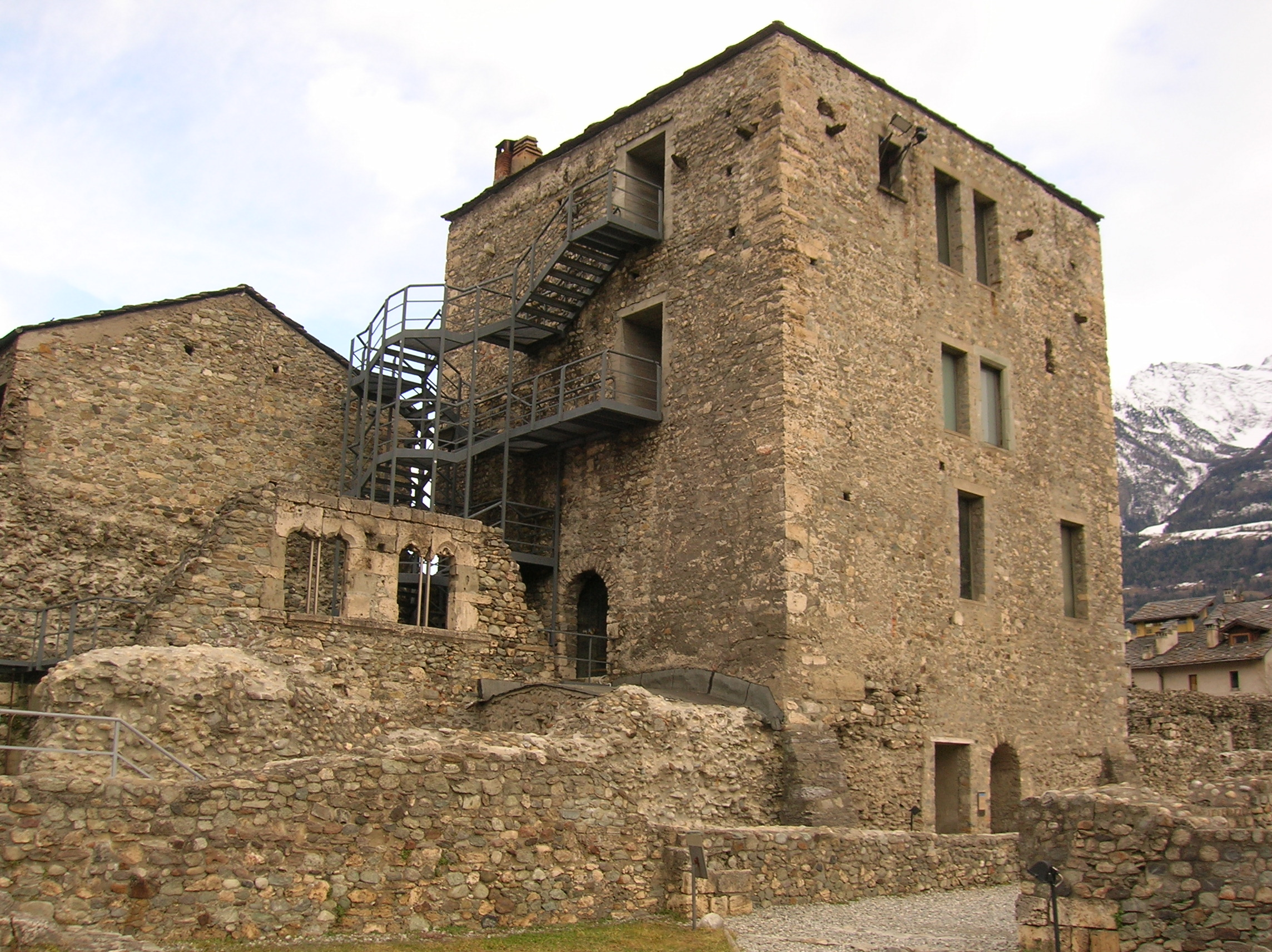
Lato nord-ovest della torre

La torre, che deve il suo nome alla famiglia Du Fromage o Casei, vassalli dei Porta Sant'Orso e feudatari del vescovo, viene eretta nel XII secolo sul lato est della cinta muraria, nelle immediate vicinanze del teatro romano. Un documento del 1191, con il quale Tommaso I di Savoia restituisce la torre al vescovo Gualberto, la cita come casamentum excusatum. Un altro documento del 1253 attesta che Giovanni Casei è autorizzato da Giacomo di Quart a rendere omaggio feudale al vescovo per il possesso della torre.
Nel XV secolo, l'ultima erede della famiglia Casei, Jeannette du Fromage, va in sposa a Claude Vaudan, e da allora la torre diventa proprietà dalla famiglia Vaudan. Tra gli aneddoti legati alla torre, si ricorda che nel 1549 vi si tiene un pranzo ufficiale in onore di Ferrante I Gonzaga, governatore di Milano, in missione in Valle d'Aosta su incarico di Carlo V.
La struttura è oggi di proprietà della Regione Autonoma Valle d'Aosta e dal 1975 è saltuariamente sede di esposizioni temporanee.

## Descrizione
Appoggiata a un muretto di sostegno dell'agger e a nord est alle mura di Aosta, sul lato opposto rispetto all'Hôtel de la Monnaie e alla vicina casa Tollen, la torre medievale è ben conservata ed è parte integrante dello sito archeologico del teatro di Aosta, sebbene questo sia di epoca romana.
L'edificio, a pianta quadrata, è costituito oggi da tre piani, ma fu oggetto di una serie di rimaneggiamenti, ampliamenti e restauri nel corso dei secoli.
Solo nella seconda metà del XX secolo sono stati asportati alcuni edifici addossati alla torre, permettendo così di goderne la vista nella sua integrità.